# Clare Kirkconnell
Clare Kirkconnell (* 25. Dezember 1953 in Cameron County, Texas), auch Claire Kirkconnell, ist eine US-amerikanische Schauspielerin und Ehefrau von Douglas Barr.

## Leben und Karriere
Clare Kirkconnell wurde am Weihnachtstag 1953 in Texas geboren.
Ihren ersten Auftritt vor der Kamera hatte sie 1983 an der Seite von Joan Collins und Jon-Erik Hexum in dem Fernsehfilm Ein Traummann auf der Titelseite.
Erst 1985 zeigte sie sich wieder auf der Leinwand, und zwar in einer Folge der US-Fernsehserie Ein Colt für alle Fälle an der Seite von Lee Majors, Heather Thomas und Douglas Barr. Dort spielte sie die schöne Italienerin Olivia, in die sich Howie verliebt, als er mit Colt für aufwendige Dreharbeiten nach Italien fährt. Ihr Bruder Marcello ist jedoch in kriminelle Machenschaften verwickelt, in denen es um einen wertvollen Kirchenschatz geht.
Daraufhin war Kirkconnell in einer Folge von T. J. Hooker zu sehen, und darauf knüpften 29 Folgen der Fernsehserie The Paper Chase an, die zwischen 1984 und 1986 gedreht wurden. Auch in den Fernsehserien Das A-Team (1986), Unglaubliche Geschichten (1986), Dream On (1990) und Nur über meine Leiche (1990) war sie jeweils in einer Folge zu sehen.
1988 war Kirkconnell in ihrem bekanntesten Film Dead Heat an der Seite von Treat Williams, Joe Piscopo und Lindsay Frost in der Rolle der Dr. Rebecca Smythers zu sehen.
Ihr letzter Film heißt Playmaker – Masken der Begierde aus dem Jahr 1994 und ihr letzter Auftritt vor der Kamera war ebenfalls 1994 in dem Video Secret Adventures: Smash in der Rolle der Mrs. Joan Long, die sie zuvor schon in Secret Adventures: Shrug (1994) und Secret Adventures: Snag (1994) gespielt hatte.
Aus ihrer Ehe mit Douglas Barr, mit dem sie auch in Ein Colt für alle Fälle aufgetreten war, hat sie einen Sohn namens Wilson Barr.

## Filmografie (Auswahl)
- 1983: Ein Traummann auf der Titelseite (Making of a Male Model)
- 1984–1986: The Paper Chase (Fernsehserie, 29 Folgen)
- 1985: Ein Colt für alle Fälle (The Fall Guy; Fernsehserie, Folge 5x04: Das Geheimnis des Berges, im Original: A Fistful Of Lire)
- 1985: T. J. Hooker (Fernsehserie, 1 Folge)
- 1986: Das A‐Team (The A-Team; Fernsehserie, 1 Folge)
- 1986: Unglaubliche Geschichten (Amazing Stories; Fernsehserie, 1 Folge)
- 1987: Island Sons
- 1988: Dead Heat
- 1988: The Loner (Fernsehfilm)
- 1990: Dream On (Fernsehserie, 1 Folge)
- 1990: Nur über meine Leiche (Over My Dead Body; Fernsehserie, 1 Folge)
- 1994: Secret Adventures: Shrug
- 1994: Playmaker – Masken der Begierde (Playmaker)
- 1994: Secret Adventures – Snag
- 1994: Secret Adventures – Smash